# Richa Moorjani
Richa Moorjani (Área de la Bahía de San Francisco, California; 26 de mayo de 1989) es una actriz estadounidense de origen indio, más conocida por su papel de Kamala en la producción de Netflix Yo nunca.

## Primeros años
Moorjani nació y creció en el seno de una familia india afincada en Estados Unidos. Estudió en la Universidad de California en Davis, donde se especializó en Comunicación y se graduó en 2011.
Ha sido alumna de Srimati Anuradha Nag (Tarangini School of Kathak Dance) y se ha formado en varios estilos de danza occidental e india. Según declaró a The Hindu, "bailaré hasta que no pueda. Básicamente, ¡hasta que me muera!".
La familia de Moorjani dirigía un grupo musical de Bollywood.

## Carrera
En sus primeros años como actriz, Moorjani interpretó papeles como invitada en varias series de televisión, como The Mindy Project (dirigida por Mindy Kaling), NCIS: Los Ángeles y 9-1-1. También puso su voz en Fallout 76, un videojuego de rol de acción en línea de 2018 desarrollado por Bethesda Game Studios y publicado por Bethesda Softworks.
Entre 2020 y 2023, Moorjani interpretó a uno de los personajes principales de la serie original de Netflix Yo nunca, que también fue coescrita por Kaling. Se presentó a la audición de la serie a través de una convocatoria de casting abierta. Richa interpreta a la prima del personaje principal Devi, Kamala Nandiawada, en la serie. Se hace fija en la serie después de que su personaje deba trasladarse a California para estudiar su doctorado en Biología en Caltech. Hablando sobre interpretar a una mujer de color en STEM, le dice a The Hindu: "Aprendí por lo mucho que pasan las mujeres de color en STEM. Es un verdadero problema sistémico que sus nombres se eliminen de los trabajos de investigación. Es cierto que vemos lo que Kamala sufre en el laboratorio desde un punto de vista cómico, pero yo quería mostrar esta historia".
A finales de 2021, el siguiente proyecto de Moorjani, Broken Drawer, dirigido por Rippin Sindher, estaba en fase de postproducción. La película se inspira libremente en hechos reales, siguiendo a una joven madre sij que fue asesinada mientras trabajaba en la tienda de su familia en una zona rural de California. "Rippin me llamó y me dijo lo especial que era para ella este papel, basado en su madre, y que no veía a nadie más que a mí para interpretarlo. Resultó ser una experiencia encantadora y gratificante", declaró nuevamente a The Hindu.

## Filmografía

### Cine
| Año  | Título              | Papel       | Notas        |
| ---- | ------------------- | ----------- | ------------ |
| 2011 | Love Fool           | Sheela      | Cortometraje |
| 2015 | For Here or to Go?  | Periodista  |              |
| 2015 | X: Past Is Present  | Sanjana     |              |
| 2019 | Wolf                | Arti        | Cortometraje |
| 2020 | Invisible Brown Man | Seema Desai | Cortometraje |

### Televisión
| Año       | Título                           | Papel                 | Notas                                                                        |
| --------- | -------------------------------- | --------------------- | ---------------------------------------------------------------------------- |
| 2011      | Mark at the Movies               | Chica en fiesta       | Un episodio                                                                  |
| 2012      | Big Time Rush                    | Chica de Palmwoods #2 | Episodio: "Big Time Surprise"                                                |
| 2012      | The Mindy Project                | Geeta                 | Episodio: "Thanksgiving"                                                     |
| 2013      | Sullivan & Son                   | Chica #1              | Episodio: "Ladies Night"                                                     |
| 2016      | The New Yorker: Shorts & Murmurs |                       | Episodio: "What I Imagine My Boyfriend's Ex-Girlfriends Are Doing Right Now" |
| 2017      | NCIS: Los Ángeles                | Rayna                 | Episodio: "Unleashed"                                                        |
| 2018      | 9-1-1                            | Jenna                 | Episodio: "Merry X-mas"                                                      |
| 2020-2023 | Yo nunca                         | Kamala                | Papel principal                                                              |
| 2021      | Home Economics                   |                       | Episodio: "Bottle Service, $800 Plus Tip (25% Suggested)"                    |
| 2021      | Immoral Compass                  | Molly                 | Episodio: "Part 8: Nostalgia"                                                |
| 2022      | True Story                       | Fenal                 | Episodio: "Abishek's Story"                                                  |
| 2023      | Fargo                            | Indira Olmstead       |                                                                              |